# Bischofshütte
Bischofshütte ist ein Ortsteil der Mittelstadt Wegberg im Kreis Heinsberg im Bundesland Nordrhein-Westfalen.

## Geografie

### Lage
Bischofshütte liegt westlich von Wegberg in der Verlängerung der Ortschaft Klinkum.

### Nachbarorte
| Arsbeck    |                                             |         |
| Wildenrath | Kompassrose, die auf Nachbargemeinden zeigt | Klinkum |
| Petersholz | Tüschenbroich                               |         |

## Geschichte
Die Ortschaft Bischofshütte gehörte in früherer Zeit zu Klinkum.

## Infrastruktur
Ein Kinderspielplatz ist vorhanden. Es existieren ein Pferdegestüt, zwei Gartenbaubetriebe und mehrere Kleingewerbebetriebe. Im Blickwinkel des Ortes steht ein Windpark mit fünf Windrädern.
Die AVV-Buslinie 413 der WestVerkehr verbindet Bischofshütte an Wochentagen mit Wegberg, Wassenberg und Heinsberg. Abends und am Wochenende kann der MultiBus angefordert werden.
| Linie | Linienverlauf |
| ----- | --- |
| 413   | (Wegberg Schulzentrum –) Wegberg Busbf – Klinkum – Bischofshütte – Petersholz – Arsbeck – Dalheim Bf – Rödgen – Wildenrath – (Wildenrath Gewerbegebiet –) Wassenberg – Orsbeck – Unterbruch – Heinsberg Busbf (← Heinsberg AOK) |

## Sehenswürdigkeiten

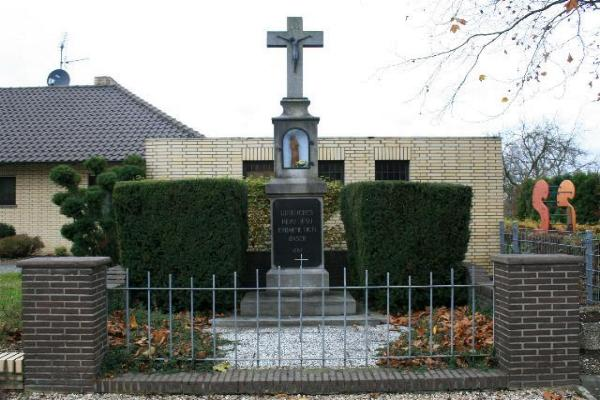
Dorf- und Wegekreuz in Bischofshütte

- Dorf- und Wegekreuz, In Bischofshütte als Denkmal Nr. 25
- Wohnhaus, In Bischofshütte 56 als Denkmal Nr. 26

## Vereine
- Dorfgemeinschaft Bischofshütte
- Freiwillige Feuerwehr Wegberg, Löschgruppe Klinkum, zuständig auch für die Ortschaft Bischofshütte